# Юная мисс США 1983
Юная Мисс США 1983 (англ. Miss Teen USA 1983) — 1-й национальный конкурс красоты Юная мисс США, проводился в Lakeland Civic Auditorium, Лейкленд, штат Флорида. Ведущим вечера стал Майкл Янг, а группа Air Supply выступала в интервал-акте. По завершении конкурса красоты, победительницей стала Рут Закарян из штата Нью-Йорк, корону ей вручили победительница Мисс США 1983 — Джули Хайек и победительница международного конкурса красоты Мисс Вселенная 1983 — Лорейн Даунс.

## Результаты

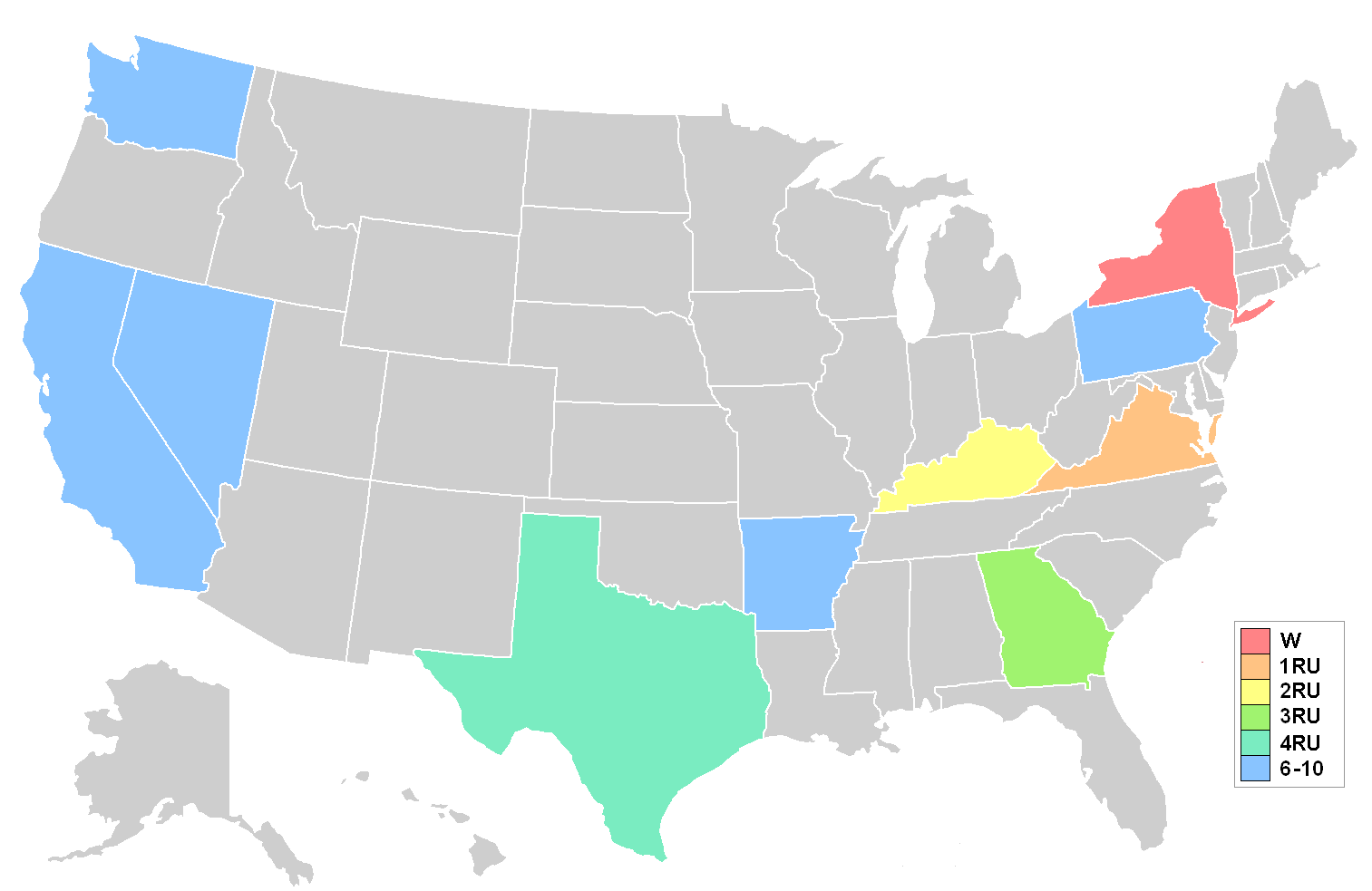
Штаты участницы Юная Мисс США 1983

### Места
| Итоговый результат | Участница |
| ------------------ | --- |
| Юная Мисс США 1983 | - Нью-Йорк — Рут Закарян |
| 1-я Вице-мисс      | - Виргиния — Тина Маррокко |
| 2-я Вице-мисс      | - Кентукки — Криста Кейт |
| 3-я Вице-мисс      | - Джорджия — Келли Джерлс |
| 4-я Вице-мисс      | - Техас — Шери Шольц |
| Топ 10             | - Арканзас — Анджела Бойд - Калифорния — Шон Гарднер - Невада — Кимберли «Ким» Кэннон - Пенсильвания — Дайан Хойес - Вашингтон — Ронда Монро |

### Оценки участниц
| \| Штат \| Отборочные соревнование \| Интервью \| Купальный костюм \| Вечернее платье \| Средний балл \| \| ------------ \| ----------------------- \| -------- \| ---------------- \| --------------- \| ------------ \| \| Виргиния \| 8.616 \| 8.838 \| 8.760 \| 8.977 \| 8.825 \| \| Нью-Йорк \| 8.466 \| 9.144 \| 8.516 \| 9.000 \| 8.886 \| \| Джорджия \| 8.273 \| 8.811 \| 8.866 \| 8.850 \| 8.842 \| \| Кентукки \| 8.358 \| 8.405 \| 8.933 \| 9.065 \| 8.801 \| \| Техас \| 8.365 \| 8.744 \| 8.755 \| 8.877 \| 8.792 \| \| Пенсильвания \| 8.466 \| 8.611 \| 8.732 \| 8.961 \| 8.768 \| \| Калифорния \| 8.270 \| 8.488 \| 8.900 \| 8.811 \| 8.733 \| \| Арканзас \| 8.395 \| 8.500 \| 8.700 \| 8.566 \| 8.588 \| \| Невада \| 8.340 \| 8.350 \| 8.633 \| 8.577 \| 8.520 \| \| Вашингтон \| 8.627 \| 8.444 \| 8.333 \| 8.611 \| 8.462 \| | Победительница 1-я Вице Мисс 2-я Вице Мисс 3-я Вице Мисс 4-я Вице Мисс |          |                  |                 |              |
| Штат | Отборочные соревнование                                                | Интервью | Купальный костюм | Вечернее платье | Средний балл |
| Виргиния | 8.616                                                                  | 8.838    | 8.760            | 8.977           | 8.825        |
| Нью-Йорк | 8.466                                                                  | 9.144    | 8.516            | 9.000           | 8.886        |
| Джорджия | 8.273                                                                  | 8.811    | 8.866            | 8.850           | 8.842        |
| Кентукки | 8.358                                                                  | 8.405    | 8.933            | 9.065           | 8.801        |
| Техас | 8.365                                                                  | 8.744    | 8.755            | 8.877           | 8.792        |
| Пенсильвания | 8.466                                                                  | 8.611    | 8.732            | 8.961           | 8.768        |
| Калифорния | 8.270                                                                  | 8.488    | 8.900            | 8.811           | 8.733        |
| Арканзас | 8.395                                                                  | 8.500    | 8.700            | 8.566           | 8.588        |
| Невада | 8.340                                                                  | 8.350    | 8.633            | 8.577           | 8.520        |
| Вашингтон | 8.627                                                                  | 8.444    | 8.333            | 8.611           | 8.462        |

### Специальные награды
| Награда              | Участница                       |
| -------------------- | ------------------------------- |
| Мисс Конгениальность | - Арканзас — Анджела Бойд       |
| Мисс Фотогеничность  | - Иллинойс — Линда Буркхолдер   |
| Лучший костюм штата  | - Массачусетс — Кристина Лоулор |

## Судьи
- Джеффри Эппл
- Трейси Брегман
- Энтони Картер
- Бонни Кей
- Эмилио Эстафан
- Персис Хамбатта
- Энди Бин
- Нэнси Стаффорд
- Тери Атли
- Кики Вандевеге
- Лерой Нейман

## Участницы
Список участниц конкурса красоты:

| - Айдахо — Тэмми Гамильтон - Айова — Кимберли Хек - Алабама — Джилл Джонсон - Аляска — Линда Фикус - Аризона — Крис Кейм - Арканзас — Анджела Бойд - Вайоминг — Шанна Томпсон - Вашингтон — Ронда Монро - Вермонт — Синди Джентил - Виргиния — Тина Марокко - Висконсин — Джейн Завада - Гавайи — Эрика Маттич - Делавэр — Лаура Энслен - Джорджия — Келли Джерлс - Западная Виргиния — Кей Скадден - Иллинойс — Линда Беркхолдер - Индиана — Джули Джеймс - Калифорния — Шон Гарднер - Канзас — Мелисса Лычак - Кентукки — Криста Кейт - Колорадо — Джули Мейер - Коннектикут — Бет Уолдрон - Луизиана — Вейл Кавальер - Массачусетс — Кристин Лоулор - Миннесота — Кимберли Эсс | - Миссисипи — Лаура Заппони - Миссури — Лиза Логан - Мичиган — Кэти МакБрайд - Монтана — Лесли Лукас - Мэн — Дина Дюваль - Мэриленд — Карла Кемп - Небраска — Джеки Кеннинг - Невада — Кимберли Кэннон - Нью-Гэмпшир — Морин Мюррей - Нью-Джерси — Шери Драммонд - Нью-Мексико — Eloisa Serna - Нью-Йорк — Рут Закарян - Огайо — Джейми Калларик - Оклахома — Лорна Уэбб - Вашингтон (округ Колумбия) — Патрисия Кертис - Орегон — Гретхен Тома - Пенсильвания — Дайан Хойес - Род-Айленд — Мелисса Скиарра - Северная Дакота — Лиза Рубин - Северная Каролина — Джанет Фриман - Теннесси — Чери Дотсон - Техас — Шери Шольц - Флорида — Лора Эрдман - Южная Дакота — Карен Хернес - Южная Каролина — Beth Woodard - Юта — Натали ДеГроу |